# Enrique González de Castejón
Enrique González de Castejón Velilla (nacido el 29 de abril de 1996 en Madrid, Comunidad de Madrid) es un jugador de hockey sobre hierba español.

## Trayectoria
Se inicia a los cinco años, cuando en el madrileño Colegio Retamar combinaba el fútbol y el hockey hierba, deporte este último en el que su padre llegó a jugar profesionalmente. Con 13 se centra en el hockey sobre hierba, y se enrola en las categorías inferiores del Club de Campo Villa de Madrid. Con 17 años debutó en la élite de la mano del entrenador Xavi Arnau. En el año 2013 juega un campeonato del mundo sub-21, y tres años después es elegido mejor jugador del Mundial sub-21 en la India, a pesar de que el equipo español solo ocupó el sexto puesto en la competición, unos meses antes fue descartado por decisión técnica para los Juegos Olímpicos de Río de Janeiro 2016.

## Participaciones en Juegos Olímpicos
- Tokio 2020, octavo puesto.